# Ephesia degener
Ephesia degener là một loài bướm đêm trong họ Noctuidae.